# Primera División (Chile) 1936
Die Primera División 1936, auch unter dem Namen 1936 Campeonato Nacional de Fútbol Profesional bekannt, war die 4. Saison der Primera División, der höchsten Spielklasse im Fußball in Chile.
Teilnehmer waren wie in den ersten Saisons nur Teams aus Santiago. Die beiden Vereine Santiago FC und Morning Star fusionierten zu Santiago Morning. Die Meisterschaft gewann Audax Italiano, das seinen ersten Titel holte und Magallanes ablöste, das in den ersten drei Saisons den Titel holte. Hernán Bolaños wurde als erster ausländischer Spieler Torschützenkönig.

## Modus
Die sechs Teams aus Santiago spielen in einer Ligatabelle jeder gegen jeden mit Hin- und Rückspiel. Sieger ist die Mannschaft mit den meisten Punkten. Bei Punktgleichheit entscheidet das Torverhältnis.

## Tabelle
| Pl.                       | Verein            | Sp. | S | U | N | Tore    | Diff. | Punkte |
| ------------------------- | ----------------- | --- | - | - | - | ------- | ----- | ------ |
| 1.                        | Audax Italiano    | 10  | 7 | 2 | 1 | 038:200 | +18   | 16     |
| 2.                        | CD Magallanes (M) | 10  | 6 | 0 | 4 | 031:210 | +10   | 12     |
| 3.                        | CSD Colo-Colo     | 10  | 4 | 2 | 4 | 026:240 | +2    | 10     |
| 4.                        | Santiago Morning  | 10  | 4 | 2 | 4 | 021:240 | −3    | 10     |
| 5.                        | Badminton FC      | 10  | 2 | 3 | 5 | 023:430 | −20   | 07     |
| 6.                        | Unión Española    | 10  | 1 | 3 | 6 | 018:250 | −7    | 05     |
| Quelle: , Stand: Endstand |                   |     |   |   |   |         |       |        |

## Die Meistermannschaft Audax Italiano
|  | Audax Italiano |

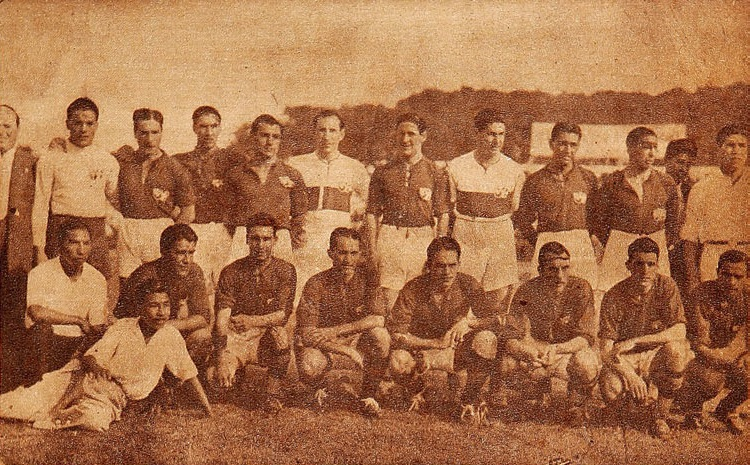
Team von Audax Italiano 1936 in der Zeitschrift (1948)

|  | - Tor: Isaías Azzerman (7/?); Luis Cabrera (4/?) - Abwehr: Max Fischer (10/?); Ascanio Cortés (10/?); Humberto Roa (7/?); Enrique Araneda (5/?) - Mittelfeld: Guillermo Riveros (10/?); Domingo Sepúlveda (5/?); Guillermo Gornall (3/?) - Angriff: Moisés Avilés (10/?);Hernán Bolaños (10/14); Oscar Bolaños (10/?); Carlos Giudice (9/?); Tomás Ojeda (8/?); Dante Giudice (5/?) - Trainer: Carlos Giudice |

## Beste Torschützen
| Rang | Spieler        | Klub           | Tore |
| ---- | -------------- | -------------- | ---- |
| 1    | Hernán Bolaños | Audax Italiano | 14   |